# Jemaine Clement
Jemaine Atea Mahana Clement (Masterton, 10 de janeiro de 1974) é um ator, comediante, músico e cineasta neozelandês. Ele lançou vários álbuns ao lado de Bret McKenzie como parte da dupla de comédia musical Flight of the Conchords e criou a série de comédia Flight of the Conchords para a BBC e a HBO, pela qual recebeu seis indicações ao Primetime Emmy.
Ele teve papéis de destaque em filmes como Eagle vs Shark (2007), Gentlemen Broncos (2009), Men in Black 3 (2012), People Places Things (2015), Humor Me (2017), The Festival (2018) e Avatar: O Caminho da Água (2022). Também trabalhou como dublador em animações como Despicable Me (2010), Rio (2011) e Rio 2 (2014), Moana (2016) e The Lego Batman Movie (2017). Em 2014, fez sua estreia como diretor com What We Do in the Shadows, filme que também coescreveu, codirigiu e estrelou ao lado de Taika Waititi, posteriormente adaptado para a série de TV da FX What We Do in the Shadows.

## Vida
Clement se descreve como "meio maori, meio europeu", ele passou seus anos de formação na região de Wairarapa, na Nova Zelândia.
Clement é conhecido como um dos dois membros da banda de comédia Flight of the Conchords. Ele formou isso na Universidade de Victoria, juntamente com Bret McKenzie. A banda fez uma turnê internacional e lançou quatro CDs:  Folk the World Tour (2002), The Distant Future EP (2007),  Flight of the Conchords (2008) e 'I Told You I Was Freaky'' (2009).
De 2007 a 2009, Clement estrelou a série de comédia HBO Flight of the Conchords, que retratava a vida ficcional da dupla folclórica da Nova Zelândia em New York. Ele então recebeu quatro indicações Emmy como ator, roteirista e cantor.
Em 2012, ele interpretou o antagonista Boris, a fera em Men in Black 3 .
Clement interpretou a música Shiny para a trilha sonora do filme de animação por computador Moana - Um Mar de Aventuras. Para este single, ele ganhou um disco de platina nos EUA e um disco de prata no Reino Unido.